# José Francisco Zelaya y Ayes
José Francisco Zelaya y Ayes (Juticalpa, Olancho, 1798-Comayagua, 20 de octubre de 1848) fue un militar con el grado de general de división, y político hondureño. Fue elegido por el Congreso de Honduras como primer presidente provisional. Gobernó desde el 21 de septiembre de 1839 al 1 de enero de 1841. Posteriormente fue también diputado presidente de la Asamblea Constituyente que promulgó la Constitución de 1848.

## Presidencia interina
El 11 de enero de 1839 una Asamblea Constituyente promulgó la primera constitución de Honduras como Estado independiente, por la cual los nuevos mandatarios ostentarían el título de «presidente». El entonces gobernante del país, Juan Francisco de Molina renunció el 13 de abril. A este le siguieron una serie de gobernantes, hasta que el 19 de agosto de 1939, la Cámara de Representantes, por mandato de la nueva constitución y dado que no se habían realizado elecciones, se reunió para escoger un presidente. Finalmente, el Congreso levantó sesiones el 24 de agosto y nombró como presidente provisional a José Francisco Zelaya y Ayes, mediante decreto legislativo. Los miembros del entonces gobernante Consejo de Ministros, Mónico Bueso y Francisco de Aguilar le entregaron el poder el 21 de septiembre, en su natal Juticalpa, Olancho, que se convirtió en la sede del Ejecutivo.
El general José Trinidad Cabañas había tomado la ciudad de Comayagua el 28 de agosto de 1839. Al iniciar el mandato de Zelaya, el general Francisco Ferrera invadió El Salvador desde Nicaragua y el 25 de septiembre, el general Morazán lo derrotó en San Pedro Perulapán. El general Nicolás Espinoza, jefe del Estado Mayor de Honduras, también había sufrido una derrota, y así se lo informó al presidente Zelaya y Ayes. Entretanto las tropas del general Cabañas se tomaron Tegucigalpa, bajaron hasta Choluteca y se reagruparon en Nacaome, para luego volver a El Salvador. 
El 13 de noviembre de 1839, Cabañas avanzó nuevamente hacia Tegucigalpa y derrotó en La Soledad (cerca de Tegucigalpa) a las tropas del general Zelaya y Ayes. Zelaya solicitó auxilio al gobierno nicaragüense de Tomás Valladares, quien envió una columna de 500 hombres al mando del general Manuel Quijano. También solicitó y obtuvo el refuerzo de tropas olanchanas. Gracias a esto, el 31 de enero de 1840 el general Cabañas sufrió una derrota significativa en El Llano de El Potrero, a inmediaciones de Tegucigalpa, por lo que se retiró a El Salvador. Luego, el 19 de marzo en Ciudad de Guatemala, las tropas del general Francisco Morazán corrieron la misma suerte por las huestes del general Rafael Carrera. Ambas derrotas a las fuerzas unionistas y la salida de Morazán hacia el Perú, contribuyen a darle relativa estabilidad al gobierno de Zelaya.
En septiembre de 1840, apareció El Redactor Oficial de Honduras, o El Redactor Constitucional, periódico oficial que se publicaba quincenalmente, era anti-unionista y difamador de Francisco Morazán. Tras reclamos presentados por ciudadanos ingleses en noviembre de 1840, Zelaya respondió en forma enérgica al cónsul Británico, Frederick Chatfield. El 15 de diciembre se reunió la Dieta centroamericana en Gracias para buscar convenios sobre la situación en Centroamérica, sin resultado alguno. 
El gobierno de Zelaya además tomó medidas de seguridad para los puertos y poblaciones del interior, mejoró la defensa en los fuertes de Omoa y Trujillo, reglamentó las horas de trabajo de los empleados del gobierno y estableció un Juzgado de Primera Instancia en Danlí.
La Asamblea llamó a elecciones el 6 de junio de 1840, y el 30 de diciembre eligió como presidente a Francisco Ferrera, a quien Zelaya le entregó el poder el 1 de enero de 1841.

### Gabinete
| Fecha registrada  | Cargo                | Nombre              |
| ----------------- | -------------------- | ------------------- |
| Enero de 1840     | Jefe de sección      | Francisco Alvarado  |
| Julio de 1840     | Jefe de sección      | Francisco Inestroza |
| Noviembre de 1840 | Secretario de Guerra | Julián Tercero      |

## Después de la presidencia
El 20 de diciembre de 1844 Zelaya triunfó sobre el coronel Joaquín Rivera en la ciudad de Danlí, capturándolo cerca del Valle de Jamastrán. Rivera fue luego conducido a la capital, Comayagua, para ser juzgado y sentenciado a la pena de muerte.
Fue diputado presidente de la Asamblea Constituyente de 1847-1848, y aparece como ministro general el 17 de febrero de 1848.

## Familia
José Francisco Zelaya y Ayes, "Don Chico", fue hijo de Santiago Zelaya López y Dominga Ayes Beltrand. Casado con Guadalupe Gonzáles de Herrera en 1819 y en segundas nupcias con Mercedes Gonzáles de Herrera, en El Jocón, en marzo de 1835. Era hermano del coronel José María, Santiago, Lorenzo y José Manuel, todos apellido Zelaya y Ayes.